# 北區醫院
北區醫院（英語：North District Hospital）是香港新界北區的主要公立醫院，坐落於上水保健路9號，為醫院管理局新界東聯網轄下醫療機構。該院於1998年2月27日投入服務，同年11月14日正式開幕，乃醫管局首間自主籌建的中型地區醫院，建築工程歷時3年2個月完成。
作為北區核心急症醫療設施，北區醫院設有24小時急症室，並提供住院、專科門診、日間醫療及社區健康服務。據醫院管理局2023年統計，該院標準病床配置為618張，涵蓋內科、外科、兒科等主要臨床科室。

## 歷史
現今醫院所在的保健路地段，早年為名為Dodwell's Ridge的山丘區域。1949年英軍於此興建天祥軍營，至1976年移交予香港警務處改作皇家香港警察少年訓練學校天祥營區。隨着1990年2月警校遷出，該用地經規劃後撥作醫療用途。
北區醫院建設工程於1994年12月啟動，總投資額達12.6億港元，建築設計採用當時嶄新的模組化概念。醫院啟用初期主要接收來自上水、粉嶺及邊境禁區居民，日均門診量約1,200人次。

### 擴建計劃
因應北區人口增長及跨境醫療需求，醫院管理局於2019年啟動大型擴建工程。計劃包括興建樓高15層的新醫療大樓，預計增加1,500張病床（含800張住院病床及700張日間病床），並強化傳染病防控設施。擴建後總病床量將提升至約2,100張，較原有規模增加2.5倍。
新大樓將設有腫瘤科中心、心導管實驗室及升級版產科病房，並與現有院舍通過廊橋連接。立法會財務委員會於2021年3月通過5.2億港元前期撥款，主體工程於2021年7月展開，預計2028年全面竣工。根據2023年北區區議會文件，擴建工程已進入地基施工階段，屆時醫院總樓面面積將增加約85,000平方米。

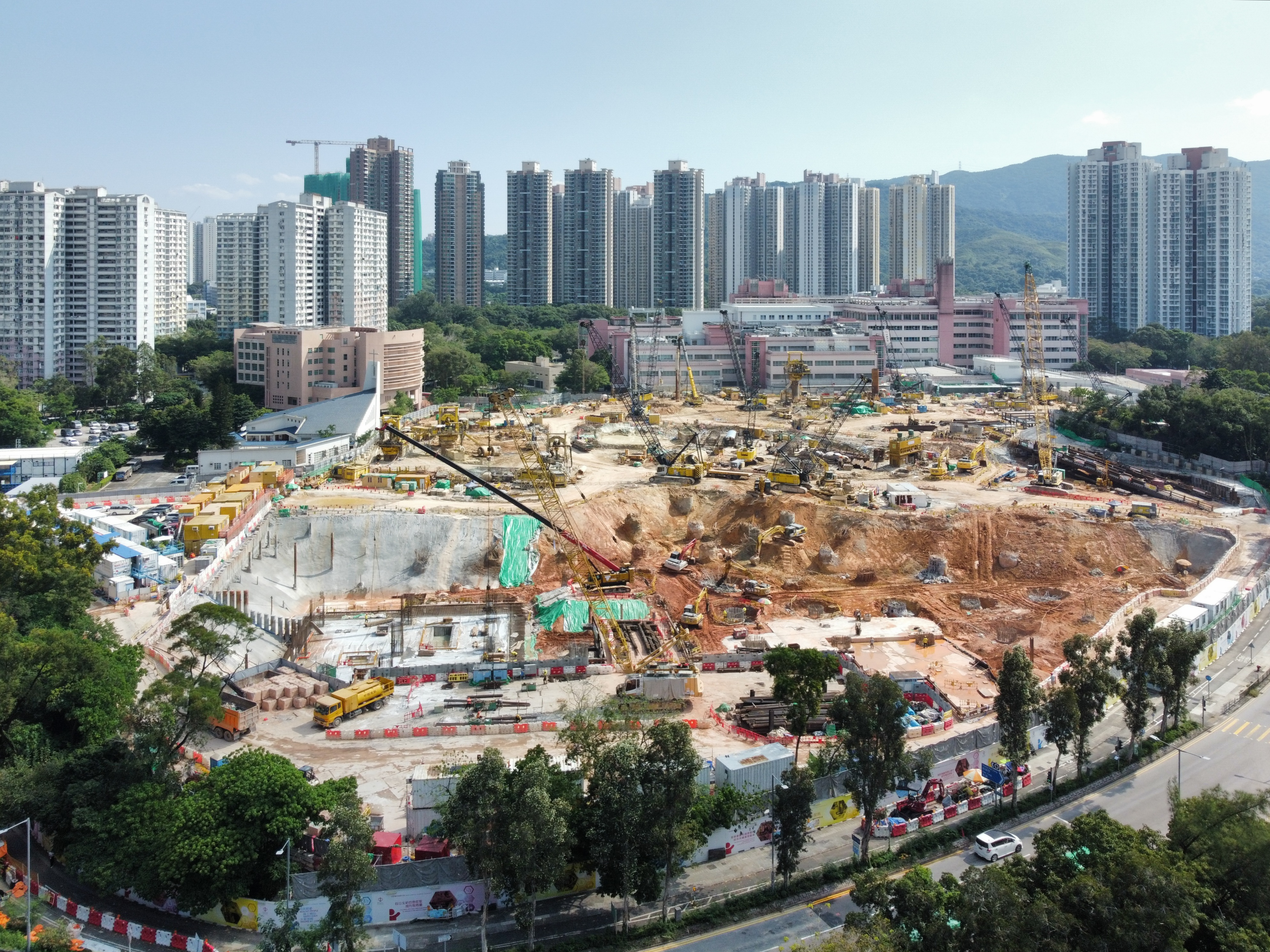
正在挖掘地庫及樁帽，2023年11月

## 服務範圍
| 專科： - 24小時急症室服務 - 麻醉科 - 深切治療部（科） - 病理科 - 放射診斷科 - 內科 - 腦外科（有限度服務，威爾斯親王醫院配合） - 婦產科（祇提供助產門診服務） - 矯形及創傷科 - 口腔頜面外科及牙科 - 兒科（只提供門診服務） - 精神科（只提供社區及門診服務） - 外科 | 其他： - 院牧部 - 臨床病理化驗室 - 營養治療學 - 電子圖表驗檢 - 內視鏡檢查部 - 醫務社會服務部 - 職業治療部 - 藥劑部 - 物理治療部 - 足病診療部 - 義肢及矯形部 - 言語治療部 - 義工及社區發展部 |

## 醫療事故
- 2008年9月19日，一名三十六歲女病人本年七月七日因左邊乳房懷疑有硬塊而向北區醫院求診。七月三十日外科醫生根據病人提供之私家檢驗紀錄、當時的臨床徵狀及X光檢查結果，初步判斷病人患有乳房腫瘤，為進一步確定腫瘤屬於良性或惡性，七月三十一日為她進行抽取乳房活組織作化驗以釐訂治療方案。當時的化驗結果顯示為惡性腫瘤，經醫生確診及與病人家屬商討後，遂決定為病人進行左乳房割除手術。北區醫院病理學部其後為病人手術後組織覆檢，化驗結果與手術前之樣本不脗合，因此於九月三日至十一日曾多次化驗餘下組織，確定手術後取出的樣本並無癌細胞，九月十二日為病人手術前之活組織進行DNA測試，九月十七日傍晚DNA初步化驗結果顯示，其中有惡性腫瘤的樣本並非屬於該病人，因而導致病人接受不恰當之手術。[6]

- 2009年8月19日, 北區醫院1名內科護士，錯誤將口服水劑止痛藥當作為普通無菌生理鹽水，替1位患末期癌症的50歲女病人作靜脈注射。病人情況一直穩定，但其後情況惡化，經搶救後不治。該個案已轉交死因裁判官跟進。[7]

- 2015年11月18日, 一名女護士學生為八旬末期皮膚癌女病人更換鹽水營養液時，「搞錯」控制輸注量的儀器掣，誤將嗎啡劑量的輸送速度調校至與鹽水輸送速度相同，病人一小時內被輸入多27倍嗎啡。病房護士得悉事件後立即通知醫生及病人家屬，並密切監察病人情況，但女病人在事發後5小時離世。[8]

- 2017年9月15日，北區醫院切除女病人乳腺組織　送驗過程中遺失樣本。 北區醫院在上周五（15日)為一名59歲女病人，進行乳腺組織切除手術以移除病灶。結果，本周一早上9時許，負責處理樣本的副化驗師核對樣本時，發現手術樣本容器內只剩藥水，並無組織樣本。院方即時安排院內搜索，未能尋獲。[9]

- 2018年4月11日，一名71歲老婦的遺體腦部存放在殮房標本保存室，其後發現遺體的腦部遺失。院方在4月13日得悉事件後即時報警，並通知家屬及呈報醫管局。院方就事件向家屬表示深切歉意，事後已加強殮房保安[10]。專家小組檢討報告提出改善措施，包括將儲存室上鎖、嚴格執行保安管制、改善器官樣本進出紀錄、程序和加裝閉路電視等。醫管局接納建議，但報告無交代事件中器官如何遺失[11][12]。

- 2018年4月底，一名64歲男病人因腹痛、嘔吐和下肢乏力經急症室入住北區醫院，確診患上胰臟癌，他留醫至5月4日出院，獲醫生處方心臟科、血糖及血壓控制藥物，但病人在等候出院期間，有關藥物被放置於病房內出院病人藥物儲存櫃，病人離院時未有交給他。病人出院後家屬曾向病房查詢出院時是否獲發藥物，獲答覆沒有處方藥物。病房職員其後發現儲存櫃內多出一名病人的藥物，追查後證實屬該名64歲男病人，男病人同日在家人暈倒，送院搶救後不治，死因報告指他死於已擴散的胰臟癌。職員事後沒向醫院通報事件，直至病人家屬寫投訴信後，醫院才發現發生漏派藥物事件。[13][14]

## 警員毆打病人案
2019年8月20日，立法會議員林卓廷公開醫管局提供的閉路電視，證實6月26日兩名警員於醫院急症室「紊亂病人休息室」內虐待一名62歲老翁，包括被捆綁四肢的情況下，連環拍打事主頭部、用手指按壓事主眼睛、掌摑臉部、以警棍戳下體及肛門。事主一度因受驚過度而失禁。警方後來更以其家人的安危恐嚇事主。事主兒子曾於6月27日到上水警署投訴，但一直未獲警方回應。直至有關的閉路電視片段被公開後，同日兩名現職警員及一名前警員被捕，分別被控於「擊致造成身體傷害罪」及「串謀襲擊致造成實際身體傷害罪」。香港人權監察認為涉事警員「泯滅人性」。
其後，兩人承認同一項藉公職作出不當行為罪，不過另一人不認罪，案件於2020年12月4日在區域法院裁決。法官陳仲衡裁決時指出，第一和第二被告在病房的行為，是「不折不扣的非法和惡意襲擊」。而第三被告證供毫不真實，裁定非誠實可靠證人，而他更蓄意沒有制止事件和不拘捕，同時沒有向上級或警方報告，違背警員的基本責任，裁定第三被告罪名成立，還押至12月11日。民主黨立法會前議員林卓廷感謝事主及家人挺身而出。
12月18日，法官判刑時指，本案比「七警案」嚴重，三人的行為令人蓄意及震驚，是惡毒、不人道、無人性，相關的事件毫無疑問摧毀警隊在市民眼中的形象及國際聲譽，行為不但影響到警隊，亦影響到香港法治社會的形象，分別被判監17個月至32個月。民主黨林卓廷表示，事主鍾志華在遇襲後曾嘗試自殺，並患上抑鬱症，事主至今未收道歉信，將於2021年3月向警務處處長提出民事索償。

## 外部連結
- 北區醫院官方網站（页面存档备份，存于）
- 醫院管理局相關網站 - 北區醫院（页面存档备份，存于）